# Losheim am See

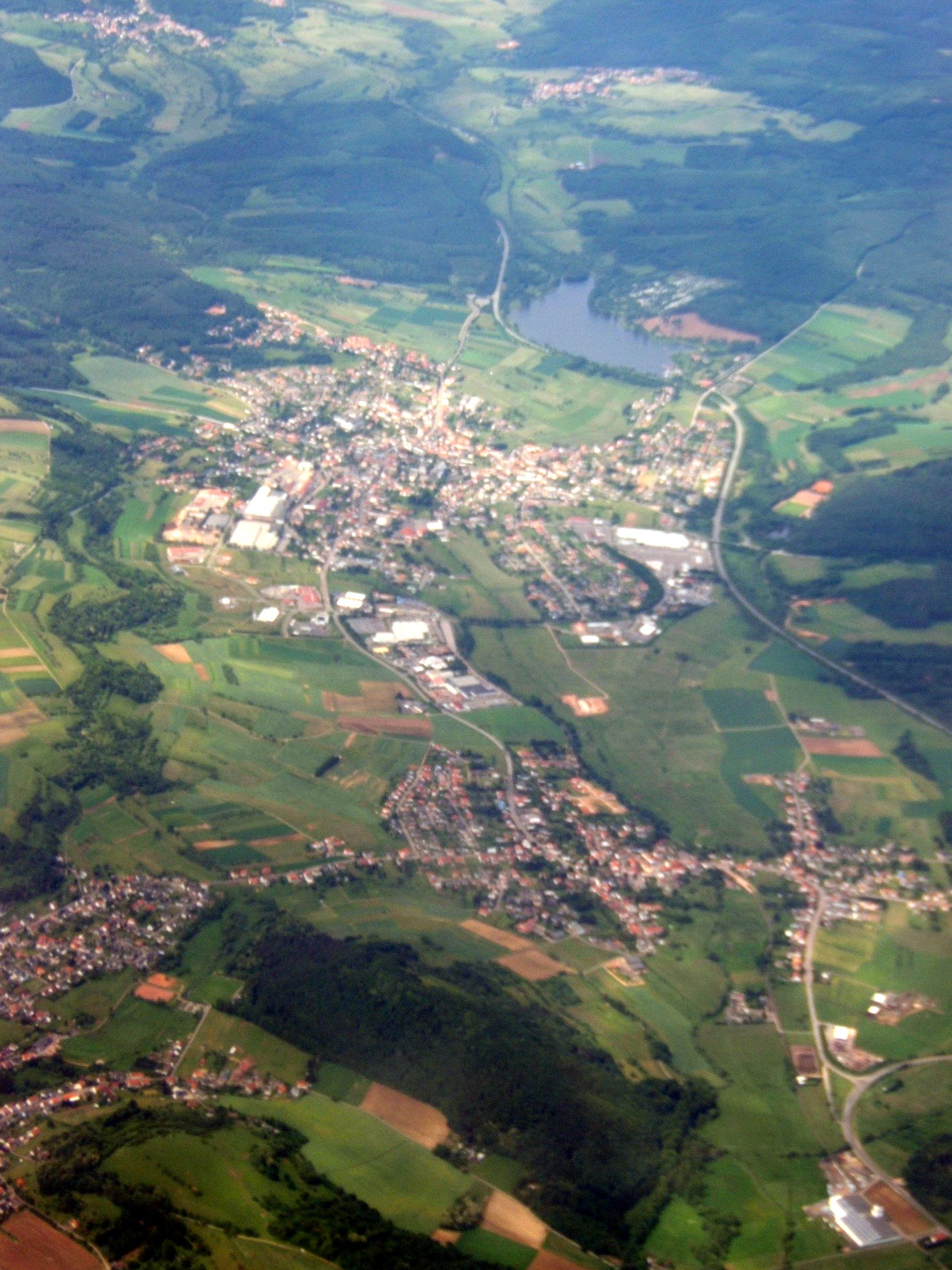
Losheim am See

Losheim am See (im örtlichen, moselfränkischen Dialekt Lousem) ist eine Gemeinde mit zwölf Ortsteilen im Landkreis Merzig-Wadern im Saarland.

## Geographie

### Lage
Die Gemeinde liegt im äußersten Norden des Saarlandes im Naturpark Saar-Hunsrück und damit auch am Westrand des Schwarzwälder Hochwaldes.

### Klima
Der Jahresniederschlag beträgt 918 Liter auf den Quadratmeter und liegt damit im oberen Drittel der von den Messstellen des Deutschen Wetterdienstes erfassten Werte. Über 79 % zeigen niedrigere Werte an. Der trockenste Monat ist der April; am meisten regnet es im Dezember. Im niederschlagreichsten Monat fällt etwa 1,6-mal mehr Regen als im trockensten Monat. Die jahreszeitlichen Niederschlagschwankungen liegen im mittleren Drittel. In 55 % aller Orte schwankt der monatliche Niederschlag weniger.

### Gemeindegliederung
Die Gemeinde gliedert sich in die zwölf Ortsteile Bachem, Bergen, Britten, Hausbach, Losheim, Mitlosheim, Niederlosheim, Rimlingen, Rissenthal, Scheiden, Wahlen und Waldhölzbach.

## Geschichte
Eine erste nachweisbare Besiedelung der heutigen Gemeinde Losheim am See fand bereits in der keltischen Zeit statt.
Losheim mit seinen heutigen Ortsteilen gehörte von 1920 bis 1935, ebenso wie zum Beispiel Freisen, Oberthal, Nonnweiler, Wadern, Weiskirchen, Perl, Kirrberg und Bruchhof-Sanddorf, nicht zum Saargebiet, war aber Grenzort. Nach dem Zweiten Weltkrieg wurde es am 1. Oktober 1946 in das Saarland eingegliedert (siehe auch Liste der 1946 vom Anschluss an das Saarland betroffenen Gemeinden). Der Ortsteil Bachem gehörte von 1920 bis 1935 zum Amt Merzig und somit zum Saargebiet. Erst mit der Gebietsreform 1974 kam Bachem vom Amt Merzig zur Gemeinde Losheim. Dafür gab das Amt Losheim die Gemeinde Oppen an Beckingen ab.
Von 1972 bis 1974 wurde der Losheimer Stausee zu Freizeit- bzw. Tourismuszwecken angelegt. Am 1. Januar 1974 wurden die bisher eigenständigen Gemeinden Bachem, Bergen, Britten, Hausbach, Mitlosheim, Niederlosheim, Rimlingen, Rissenthal, Scheiden, Wahlen und Waldhölzbach eingegliedert. Die offizielle Änderung des Gemeindenamens von „Losheim“ in „Losheim am See“ erfolgte am 1. Oktober 1994.

## Politik

### Gemeinderat
Seit der Kommunalwahl vom 9. Juni 2024 setzt sich der Gemeinderat wie folgt zusammen:
| Partei | Stimmenanteil | Differenz | Sitze | Differenz |
| ------ | ------------- | --------- | ----- | --------- |
| CDU    | 42,7 %        | +0,7 %    | 15    | ±0        |
| SPD    | 33,5 %        | −0,7 %    | 11    | −1        |
| AfD    | 12,3 %        | +6,7 %    | 4     | +3        |
| GAL    | 7,4 %         | −2,8 %    | 2     | −1        |
| FDP    | 4,0 %         | +1,0 %    | 1     | ±0        |
| Linke  | 0,0 %         | −5,0 %    | 0     | −1        |

### Bürgermeister
- 1972–1990: Raimund Jakobs (CDU)
- 1990–1995: Reinhard Reis (CDU)
- 1995–2019: Lothar Christ (SPD)
- Seit 2019: Helmut Harth (parteilos)

Helmut Harth setzte sich in einer Stichwahl am 9. Juni 2019 mit 56 % der Stimmen gegen seinen Mitbewerber Björn Kondak (SPD) durch.

### Gemeindepartnerschaften
- Capannori (Italien) – seit 1993[7]
- Lacroix-Saint-Ouen (Frankreich) – seit 1998[8]
- Copargo (Benin)[9]

## Wirtschaft und Infrastruktur

### Ortsansässige Unternehmen
- Bundesgeschäftsstelle der Kraftfahrzeug-Überwachungsorganisation freiberuflicher Kfz-Sachverständiger e. V. (KÜS), einer bundesweit tätigen Organisation.
- Homanit GmbH & Co. KG, Hersteller von Holzfaserplatten
- Autohaus Müller GmbH & Co. KG

### Vereinigung Losheimer Unternehmen - V.L.U.
Unter dem Namen „Verein der Losheimer Unternehmen e. V.“ haben sich Gewerbetreibende aus den Bereichen Dienstleistung, Gastronomie, Handwerk und Handel zusammengetan. Die 138 Mitglieder organisieren Veranstaltungen wie den Frühlings- und Herbstmarkt sowie verkaufsoffene Sonntage mit dem Ziel, die Attraktivität von Losheim zu steigern.

### Verkehr
Losheim am See hat mehrere Bahnhöfe an der Bahnstrecke Merzig Süd–Büschfeld. Die Verbindung wird gegenwärtig nur im Güter- und Touristikverkehr betrieben. Es verkehren Züge des Museums-Eisenbahn-Clubs Losheim am See. Der Abschnitt Merzig/Ost–Losheim wird heute als öffentliche Eisenbahninfrastruktur von der Gemeinde Losheim am See als Eisenbahninfrastrukturunternehmen betrieben. Der Streckenabschnitt Bahnhof Merzig-Süd (Hauptbahnhof) bis nach Merzig-Ost wird von der Gemeinde Losheim gekauft. Die Deutsche Bahn Netz AG hatte das Teilstück zum Verkauf ausgeschrieben und alternativ eine Stilllegung bei Nichtverkauf angekündigt.
Die Gemeinde wird von der B 268 (Saarbrücken-Trier) von Süd-Ost nach Norden durchquert. Diese bildet auch die Ortsumgehung der Ortsteile Losheim und Niederlosheim. Von noch größerer Bedeutung ist die Landstraßenverbindung nach Merzig. Diese Strecke soll in einigen Jahren zu einer Bundesstraße (Querverbindung Merzig und Wadern) aufgestuft werden.
Durch das Gemeindegebiet führt auch die Eichenlaubstraße (Ortsteile Britten, Bergen, Scheiden und Waldhölzbach).

## Bildung

### Kindertageseinrichtungen
- Kindertagesstätte Bergen "Pusteblume"[13]
- Kindertagesstätte Losheim "Villa Regenbogen"
- Kindertagesstätte Losheim "Sonnengarten"
- Kindertagesstätte Losheim "Wirbelwind"
- Kindertagesstätte Wahlen "Katzenborn"
- Krippe "Haus Tamble"
- Kindertagesstätte Bachem
- Kindertagesstätte Britten
- Kindertagesstätte Niederlosheim

### Grundschulen
- Nicolaus-Voltz-Grundschule Losheim[14]
- Grundschule Bachem-Britten
- Grundschule Wahlen

### Förderschule
- Förderschule Lernen Losheim[15]

### Gemeinschaftsschule
- Peter-Dewes-Gemeinschaftsschule Losheim am See[16]

## Sehenswürdigkeiten
- Der Stausee Losheim (31 ha) wird gespeist vom Losheimer Bach.
- Museumseisenbahn Merzig-Büschfelder Eisenbahn (nach Merzig) und Bahnpostmuseum

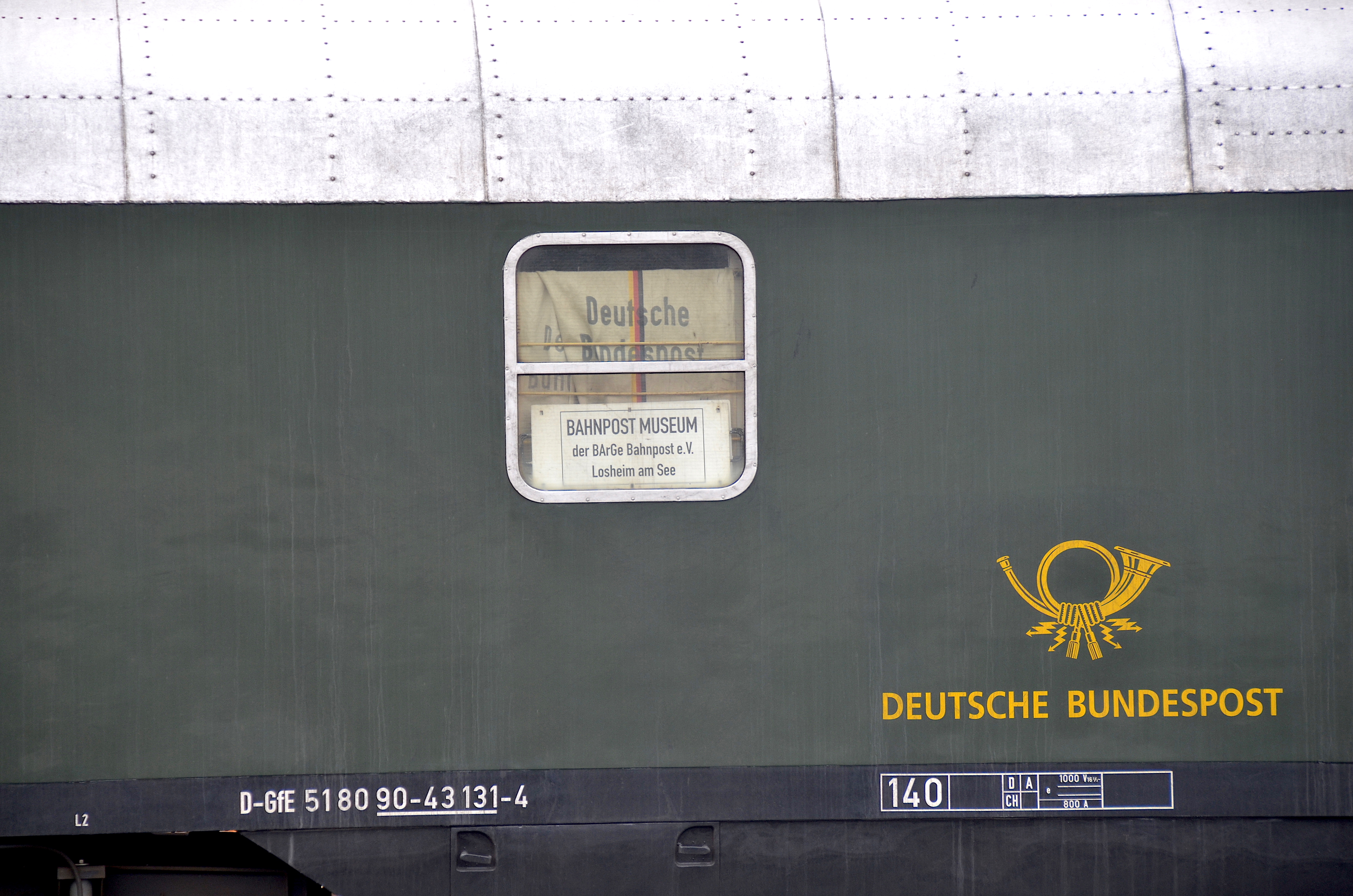
Bahnpostwagen 6276 der BArGe Bahnpost e. V. Losheim am See (2019)

- Zwölf zertifizierte Premiumwanderwege, die Zertifizierung erfolgt durch das Deutsche Wanderinstitut e. V.
- Pfarrkirche St. Peter und Paul (Losheim am See)
- Staatlich anerkannte Erholungsorte: Losheim, Britten, Scheiden, Waldhölzbach und Mitlosheim

siehe auch: Liste der Baudenkmäler in Losheim am See und Liste der Stolpersteine in Losheim am See

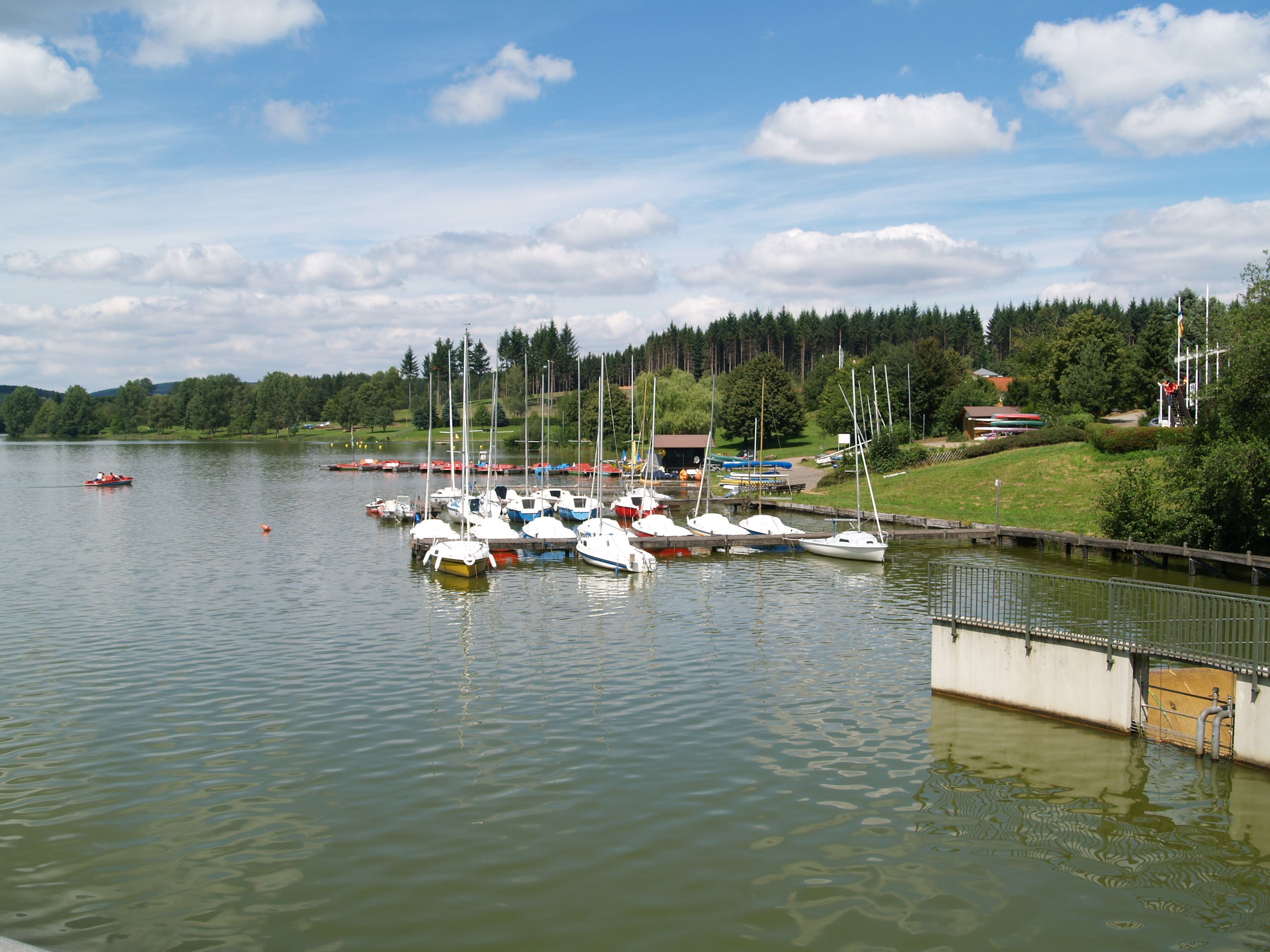
Stausee
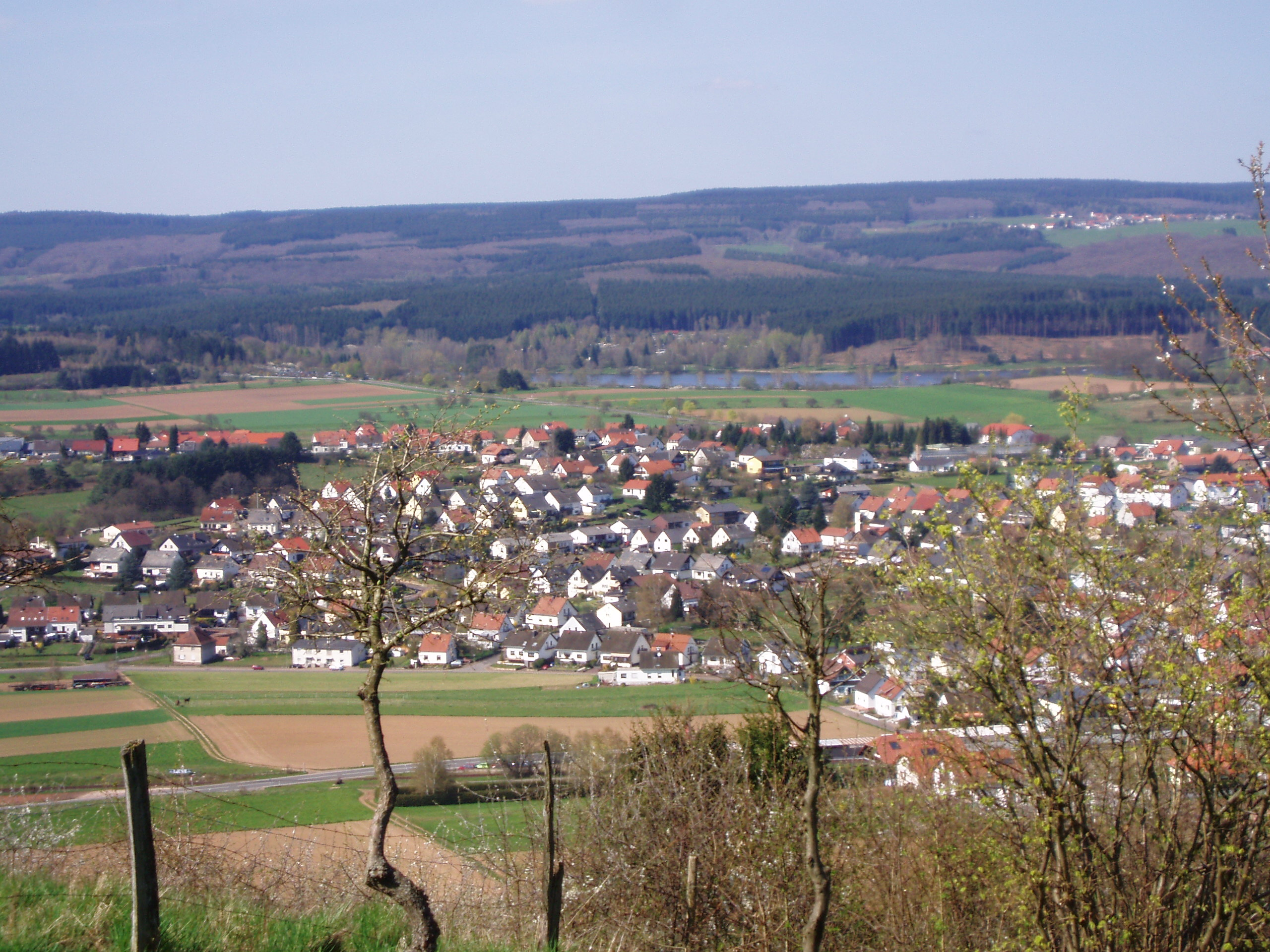
Losheim und der Losheimer See
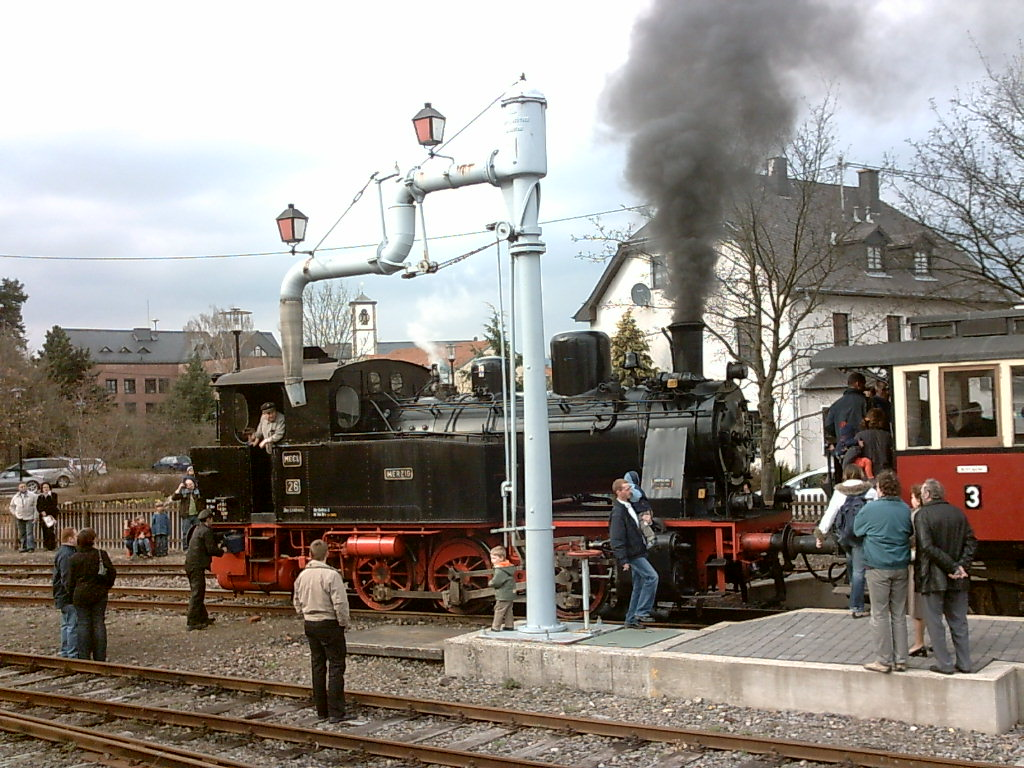
Dampflok des Eisenbahnmuseums

## Persönlichkeiten
- Peter Dewes (1821–1876), Politiker, Abgeordneter in der Frankfurter Nationalversammlung
- Peter Wust (1884–1940), christlicher Existenzphilosoph, geboren im Ortsteil Rissenthal
- Maria Croon (1891–1983), Schriftstellerin und Pädagogin, lebte ab 1961 in Losheim-Britten
- Otto von Pidoll (1908–1982), Maler
- Franz-Josef Röder (1909–1979), von 1959 bis 1979 Ministerpräsident des Saarlandes
- Alfons Paulus (1918–1987), SanRat, Arzt und Politiker seit 1948 in Losheim, Mitglied des Saarländischen Landtags (1960–1965) SVP
- Franz Schneider (1920–1985), Landtagspräsident a. D., Mitglied des Saarländischen Landtags (1952–1975) CVP/CDU
- Karl-Christian Kohn (1928–2006), Opernsänger, geboren in Losheim
- Bernhard Lauer (* 1954), Philologe, Leiter des Brüder Grimm-Museums Kassel, geboren im Ortsteil Britten
- Dieter Buwen (1955–2020), Komponist, geboren in Losheim
- Bärbel Kuhn (* 1957), Historikerin, Geschichtsdidaktikerin, Romanistin und Hochschullehrerin, geboren im Ortsteil Wahlen
- Jörg Michael Peters (* 1960), Trierer Weihbischof, von 1996 bis 2003 Pfarrer in Losheim
- Karin Klee (* 1961), Zeitungsredakteurin, Bibliothekarin und Autorin, geboren in Losheim
- Stefan Palm (* 1979), Politiker (CDU), lebt in Losheim
- Emily Vontz (* 2000), Politikerin (SPD), in Losheim aufgewachsen

## Ehrenbürger
- Nikolaus Groß, Pfarrer und Altertumsforscher[17]